# Associazione Calcio Asti T.S.C. 1984-1985
Questa voce raccoglie le informazioni riguardanti l'Associazione Calcio Asti T.S.C. nelle competizioni ufficiali della stagione 1984-1985.

## Rosa
| N. |                   | Ruolo | Calciatore            |
| -- | ----------------- | ----- | --------------------- |
|    | Italia (bandiera) | C     | Giovanni Allegrini    |
|    | Italia (bandiera) | C     | Gianfranco Bellacomo  |
|    | Italia (bandiera) | C     | Giorgio Boscolo       |
|    | Italia (bandiera) | D     | Mirco Brilli          |
|    | Italia (bandiera) | C     | Nicola Cassano        |
|    | Italia (bandiera) |       | Dainese               |
|    | Italia (bandiera) | C     | Pasqualino Di stefano |
|    | Italia (bandiera) | D     | Walter Franchini      |
|    | Italia (bandiera) | D     | Fabrizio Frezzolini   |
|    | Italia (bandiera) | D     | Claudio Lombardo      |

| N. |                   | Ruolo | Calciatore        |
| -- | ----------------- | ----- | ----------------- |
|    | Italia (bandiera) | A     | Domenico Marchese |
|    | Italia (bandiera) | D     | Stefano Neri      |
|    | Italia (bandiera) | A     | Roberto Paci      |
|    | Italia (bandiera) | A     | Giuseppe Pillon   |
|    | Italia (bandiera) | D     | Massimo Prevedini |
|    | Italia (bandiera) | P     | Italo Riccarand   |
|    | Italia (bandiera) | C     | Massimo Spigoni   |
|    | Italia (bandiera) | C     | Andrea Tronzano   |
|    | Italia (bandiera) | P     | Emilio Tuccella   |
|    | Italia (bandiera) | A     | Luciano Venturini |

## Risultati

### Serie C1

#### Girone di andata
| 23 settembre 1984 1ª giornata | Asti TSC | 0 – 1 | Rondinella |  |

| 30 settembre 1984 2ª giornata | Treviso | 0 – 0 | Asti TSC |  |

| 7 ottobre 1984 3ª giornata | Asti TSC | 2 – 1 | Sanremese |  |

| 14 ottobre 1984 4ª giornata | Carrarese | 1 – 0 | Asti TSC |  |

| 21 ottobre 1984 5ª giornata | Asti TSC | 2 – 0 | SPAL |  |

| 28 ottobre 1984 6ª giornata | Modena | 1 – 2 | Asti TSC |  |

| 1º novembre 1984 7ª giornata | Asti TSC | 0 – 0 | Pavia |  |

| 11 novembre 1984 8ª giornata | Brescia | 2 – 0 | Asti TSC |  |

| 18 novembre 1984 9ª giornata | Reggiana | 3 – 1 | Asti TSC |  |

| 25 novembre 1984 10ª giornata | Asti TSC | 1 – 1 | Rimini |  |

| 2 dicembre 1984 11ª giornata | Ancona | 1 – 0 | Asti TSC |  |

| 9 dicembre 1984 12ª giornata | Asti TSC | 0 – 0 | Legnano |  |

| 16 dicembre 1984 13ª giornata | Asti TSC | 0 – 0 | Lanerossi Vicenza |  |

| 23 dicembre 1984 14ª giornata | Pistoiese | 0 – 0 | Asti TSC |  |

| 6 gennaio 1985 15ª giornata | Asti TSC | 0 – 1 | Piacenza |  |

| 13 gennaio 1985 16ª giornata | Jesi | 2 – 1 | Asti TSC |  |

| 20 gennaio 1985 17ª giornata | Asti TSC | 1 – 1 | Livorno |  |

#### Girone di ritorno
| 3 febbraio 1985 18ª giornata | Rondinella | 0 – 0 | Asti TSC |  |

| 10 febbraio 1985 19ª giornata | Asti TSC | 1 – 0 | Treviso |  |

| 17 febbraio 1985 20ª giornata | Sanremese | 1 – 0 | Asti TSC |  |

| 24 febbraio 1985 21ª giornata | Asti TSC | 1 – 1 | Carrarese |  |

| 3 marzo 1985 22ª giornata | SPAL | 1 – 1 | Asti TSC |  |

| 10 marzo 1985 23ª giornata | Asti TSC | 1 – 1 | Modena |  |

| 17 marzo 1985 24ª giornata | Pavia | 2 – 2 | Asti TSC |  |

| 24 marzo 1985 25ª giornata | Asti TSC | 0 – 1 | Brescia |  |

| 6 aprile 1985 26ª giornata | Asti TSC | 1 – 0 | Reggiana |  |

| 14 aprile 1985 27ª giornata | Rimini | 2 – 2 | Asti TSC |  |

| 21 aprile 1985 28ª giornata | Asti TSC | 0 – 0 | Ancona |  |

| 5 maggio 1985 29ª giornata | Legnano | 1 – 0 | Asti TSC |  |

| 12 maggio 1985 30ª giornata | Lanerossi Vicenza | 3 – 0 | Asti TSC |  |

| 19 maggio 1985 31ª giornata | Asti TSC | 1 – 1 | Pistoiese |  |

| 26 maggio 1985 32ª giornata | Piacenza | 1 – 0 | Asti TSC |  |

| 2 giugno 1985 33ª giornata | Asti TSC | 3 – 1 | Jesi |  |

| 9 giugno 1985 34ª giornata | Livorno | 1 – 0 | Asti TSC |  |